# Culpa – Niemand ist ohne Schuld
Culpa – Niemand ist ohne Schuld  ist eine deutsche vierteilige Krimi-Miniserie, die im Juli und August 2017 von dem Pay-TV-Sender 13th Street ausgestrahlt wurde. Die Serie handelt von einem Priester, dem im Beichtstuhl bevorstehende Verbrechen offenbart werden, und dieser versucht diese zu verhindern. Die Hauptrolle verkörpert Stipe Erceg.

## Handlung
Im Zentrum der Serie steht ein unkonventioneller Priester, dem im Beichtstuhl bevorstehende Verbrechen anvertraut werden. Das Beichtgeheimnis zwingt den Priester jedoch, die geplanten Straftaten für sich zu behalten. Dennoch versucht er mit Gesprächen diese Straftaten zu verhindern. Wie in einem Kammerspiel spielt sich der Großteil der Handlung in einem Beichtstuhl ab und beschränkt sich auf ein intensives Gespräch zwischen Sünder und Priester.

## Besetzung und Figuren

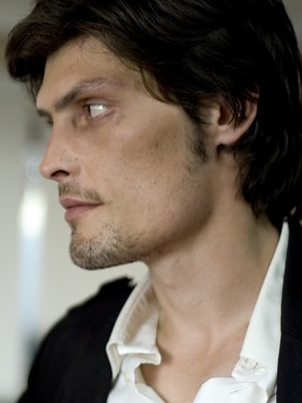
Stipe Erceg (2008)

| Rolle                       | Schauspieler            | Folgen | Bemerkungen                          |
| --------------------------- | ----------------------- | ------ | ------------------------------------ |
| Priester                    | Stipe Erceg             | 1–4    | Hauptrolle                           |
| Andrea                      | Barbara Philipp         | 1      | Episodenhauptrolle                   |
| Frank                       | Dirk Martens            | 1      | Episodenhauptrolle                   |
| Polizist                    | Maxim Mehmet            | 2      | Episodenhauptrolle                   |
| Josip                       | Igor Possewnin          | 2      | Episodennebenrolle                   |
| Vermeintlicher Serienmörder | Florian Hertweck        | 2      | Episodennebenrolle                   |
| Eve                         | Alina Levshin           | 3      | Episodenhauptrolle                   |
| Dan                         | Detlef Bothe            | 3      | Episodennebenrolle                   |
| Eves Vater                  | Friedrich Liechtenstein | 3      | Episodennebenrolle, nur als Sprecher |
| BND-Agent Jonas             | Ludwig Trepte           | 4      | Episodenhauptrolle                   |
| Investigativ-Journalist     | Mehmet Kurtuluş         | 4      | Episodennebenrolle                   |

## Produktion
Die Serie beruht auf einer Idee von Bernd Heiber, Alexander Lindh, Matthias Praxenthaler und Sabine Steyer.
Der Pay-TV-Sender 13th Street beauftragte die Berliner Produktionsfirma Readymade Films mit der Produktion der ersten vier Folgen. Culpa ist die erste eigenproduzierte fiktionale Fernsehserie des Senders in Deutschland. Im November 2016 wurden die vier halbstündigen, in sich abgeschlossene Folgen hauptsächlich in der Zionskirche in Berlin gedreht.
Regisseur der vier Folgen ist Jano Ben Chaabane, der zuvor Formate wie Circus Halligalli oder Duell um die Welt realisierte. Die Drehbücher stammten von Alexander Lindh, Bernd Heiber sowie von Jano Ben Chaabane.
Zu jeder Episode wurde ein Song von dem New Yorker Künstler The Bones of J.R. Jones als Schlusssong verwendet.

## Ausstrahlung
Die Uraufführung fand im Rahmen eines exklusiven Screening-Events in Anwesenheit von rund 400 Gästen und Prominenten aus der Film- und Medienbranche sowie der Seriencrew am 9. Mai 2017 in der Berliner Zionskirche statt. Dort wurde bekannt gegeben, dass die Serie ab dem 12. Juli 2017, mittwochs um 20:13 Uhr auf 13th Street zu sehen sein wird.
Alle Folgen sind jeweils nach der TV-Ausstrahlung auf Sky Go verfügbar. Aktuell ist die Serie zudem ebenfalls auf Prime Video, iTunes und Google Play abrufbar.

## Episodenliste
Die Erstausstrahlung der Serie war ab dem 12. Juli 2017 auf dem deutschen Pay-TV-Sender 13th Street zu sehen.
| Nr. (ges.) | Nr. (St.) | Originaltitel | Erstausstrahlung (DACH) | Regie             | Drehbuch                                                   |
| --- | --------- | ------------- | ----------------------- | ----------------- | ---------------------------------------------------------- |
| 1 | 1         | Unten         | 12. Juli 2017           | Jano Ben Chaabane | Jano Ben Chaabane                                          |
| Im Beichtstuhl will die religiöse Andrea (Barbara Philipp) stellvertretend für ihren verwirrten Ehemann Frank (Dirk Martens) vom Priester wissen, ob es eine Sünde sei, die im Keller eingesperrte, verletzte Hündin Emma mit einem Schuss von ihren Qualen zu erlösen. Zwar ist das Töten von Tieren keine Sünde, jedoch empfiehlt der Priester die Hündin einschläfern zu lassen. Erst als Frank wenig später allein in die Kirche zurückkommt, erklärt er dem Priester die Wahrheit. Emma sei eine Frau, die von Andrea und ihm seit Monaten im Keller eingesperrt und misshandelt wird. Des Weiteren seien Andrea und er keine Eheleute, sondern Geschwister. Daraufhin verlangt der Priester, dass Frank und Andrea Emma freilassen und sich der Polizei stellen sollen, sonst würde er widerwillig das Beichtgeheimnis brechen und zur Polizei gehen. Am selben Abend hat Frank die Polizei angerufen und Andrea gefesselt. Dabei hat Frank auf einem Brief geschrieben, dass alles seine Idee war und Andrea gezwungen habe mitzumachen. Dies tat er, damit Andrea nicht ins Gefängnis muss. Als das Haus von der Polizei gestürmt wird, begeht Frank mit einem Kopfschuss Selbstmord. |           |               |                         |                   |                                                            |
| 2 | 2         | 110           | 19. Juli 2017           | Jano Ben Chaabane | Alexander Lindh                                            |
| Ein Polizist (Maxim Mehmet) erzählt im Beichtstuhl, dass er einen Kriminellen aus Notwehr töten musste und war damit sehr zufrieden. Im nächsten Besuch im Bleichtstuht spricht er von seinem wahren Vorhaben. Unter dem Vorwand etwas Gutes zu tun, will er Selbstjustiz an einem vermeintlichen Serienmörder (Florian Hertweck) verüben. Der Polizist erzählt dem Priester, dass er den Verdächtigen in den Kofferraum seines Wagens gesperrt hat. Dies tat er, da der Fall ihm nicht gehöre und nur ein Streifenpolizist sei. Trotz mehrerer Versuche seitens des Priesters den Polizisten davon abzuhalten, begeht er am selben Tag seine Absicht. Kurz zuvor erhält der Priester von seinem Handwerker Josip (Igor Possewnin) die Nachricht, dass der wahre Serienmörder gestanden hat und verhaftet wurde. |           |               |                         |                   |                                                            |
| 3 | 3         | Die Zeugin    | 26. Juli 2017           | Jano Ben Chaabane | Bernd Heiber (nach einer Idee von Alexander Lindh und ihm) |
| 4 | 4         | Die Falle     | 2. Aug. 2017            | Jano Ben Chaabane | Bernd Heiber                                               |

## Rezeption

### Kritik
Die Kritiken zur Miniserie sind hauptsächlich positiv:

„Aus einer simplen Grundidee macht "Culpa – Niemand ist ohne Schuld" ein sehenswertes Kammerspiel mit höchster Psycho-Spannung.“

„Die Bilder von Kameramann Tobias Koppe sind dabei trotz des kargen Budgets imposant – das Spiel mit Licht und Schatten übertönt mühelos die schmale Ausstattung, und die minimalistische, dennoch mit einem Coolnesseinschlag daherkommende Musik von Tim Schwerdter gibt dem Ganzen noch den letzten, gewollt-rauen Schliff.“

„Schuld, Sühne und exzellentes Kammerspiel: [...] In „Culpa – Niemand ist ohne Schuld“ brilliert Stipe Erceq als Priester, der Verbrechen verhindert.“

„Trotz eines sicherlich überschaubaren Budgets sind Jano Ben Chaabane, dem kreativen Kopf des Projekts, bei seinem Regiedebüt vier erstaunliche und namhaft besetzte Kurzfilme gelungen, die große Spannung erzeugen, obwohl sich die Handlung größtenteils im Beichtstuhl zuträgt.“

Jedoch gibt es auch einzelne negative Kritiken:

„Emotionsarmes Kammerspiel bietet wenig Neues.“

### Einschaltquoten
Die erste Folge am 12. Juli 2017 wurden von 60.000 Zuschauern verfolgt; für den Sender ein solider Wert. In beiden Zuschauergruppen entsprach es 0,2 Prozent Marktanteil.